# 全球之聲
全球之聲（Global Voices）是一個國際性的網站，開放給各國部落客和公民記者追蹤及報導。它的內容概括了世界上各個角落的博客。
全球之聲是一個非營利的全球公民媒體計畫，創建者為伊丹·查克曼和麗貝卡·麥康瑞，在哈佛大學法學院貝克曼網路與社會中心（Berkman Center for Internet & Society）贊助下成立，在2004年十二月正式成為各國部落客的集結處。2008年時，在荷蘭阿姆斯特丹成為一個獨立非營利組織。不一定要有專家的專業性，而是用平凡人的觀點看到周遭的世界，以此建立的平台，是與其他翻譯介紹國際資訊的網站最大不同之處。

## 宗旨和方法
- 第一，全球之聲的宗旨是：授權給可以連接兩種語言或文化的社群，即所謂的橋樑博客。[1]它有一群地域性的編輯者，負責從多樣化的部落格圈中，聚集並選擇一些有趣的對話。它的內容也著重於那些未能被充分表達的聲音的非西方地區，範圍從阿富汗到辛巴威。我們可以從全球之聲的首頁上看到各國話題，例如：〝剛果部落客在討論他們2006年的選舉〞或是〝約旦和阿拉伯部落客在回應2005年丹麥動畫的爭議〞。使用者也可以選取特定地區、議題或月份等選項，選擇自己有興趣閱讀的話題。

- 第二，為了達成第一個宗旨，開發相關的工具和資源。其中一個主要的資源管道，是和主流媒體保持密切且互助得利的關係：要讓大家注意到那些被忽視的視角，最好的方法就是藉由主流媒體。全球之聲認為，此舉能讓大眾貼近生活或得知更為真實的事情，而不是要與傳統媒體產業為敵。

路透社曾在2006年一月時，給予全球之聲一個未設上限的補助金。除此之外，全球之聲因對革新新聞界有貢獻，2006年被授予創新媒體大獎。

## 多語言計畫
2007年，將全球之聲網站的公民報導從英文翻譯成其他語言的計劃形成了，稱為多語言計畫。此計畫靠著自願翻譯者的幫忙，跨越語言的藩籬，擴展有別於英文的其他語言。截至目前為止，有42個進展中的翻譯網站，雖然各是自主經營，但他們也是相互連鎖的社群。

## 外部連結
- 官方网站
- 简体中文（简体中文）
- 繁体中文（繁體中文）